# Mark Ronson
Mark Daniel Ronson (ur. 4 września 1975) – angielski producent muzyczny, założyciel wytwórni muzycznej Allido i laureat nagród Grammy, Brit Award i Oscara. Współpracował z takimi artystami jak: Sean Paul, Nate Dogg i Ghostface Killah. W 2003 roku wydany został jego debiutancki album Here Comes the Fuzz z muzyką skupioną na amerykańskim hip-hopie.
Drugi album Ronsona, Version (2007), którego materiał skoncentrowano na brytyjskiej scenie muzycznej, zawiera covery takich zespołów jak Radiohead i Kaiser Chiefs. Album odniósł ogromny sukces, a promujące go single stały się przebojami. Osiągnięcie to sprawiło, że w 2008 roku Ronson otrzymał Brit Award w kategorii najlepszy wykonawca męski, stając się pierwszym w historii Brit Awards artystą, który otrzymał tę nagrodę nie śpiewając w żadnym ze swoich utworów. W Wielkiej Brytanii album Version otrzymał certyfikat podwójnej platyny.

## Życie prywatne
Ronson w 2003 roku był zaręczony z córką Quincy’ego Jonesa, aktorką i piosenkarką Rashidą Jones. Od 2005 roku spotykał się z amerykańską artystką Cosi Theodoli-Brashi, ale para rozeszła się na początku 2008 roku. Ronson spotykał się także z brytyjską modelką Daisy Lowe, córką Gavina Rossdale, oraz z Tennessee Thomas, perkusistką zespołu The Like. We wrześniu 2011 wziął ślub z modelką Joséphine de La Baume, z którą zaręczył się na początku 2011 roku. Małżeństwo zakończyło się rozwodem w 2018 roku.
Ronson ma dwie siostry bliźniaczki, projektantkę mody Charlotte i DJ-kę  Samanthę, która była partnerką amerykańskiej aktorki, Lindsay Lohan.

## Dyskografia

### Albumy
- 2003: Here Comes the Fuzz
- 2007: Version
- 2010: Record Collection
- 2015: Uptown Special – złota płyta w Polsce[3]
- 2019: Late Night Feelings – platynowa płyta w Polsce[4]

### Single
| Rok  | Tytuł                                                               | Pozycja na liście | Pozycja na liście | Pozycja na liście | Pozycja na liście | Pozycja na liście | Pozycja na liście | Pozycja na liście | Pozycja na liście | Pozycja na liście | Certyfikat                | Album               |
| Rok  | Tytuł                                                               | UK                | IRE               | US                | US                | US                | ITA               | NL                | AUS               | SWI               | Certyfikat                | Album               |
| Rok  | Tytuł                                                               | UK                | IRE               | Hot 100           | R&B               | Rhy               | ITA               | NL                | AUS               | SWI               | Certyfikat                | Album               |
| ---- | ------------------------------------------------------------------- | ----------------- | ----------------- | ----------------- | ----------------- | ----------------- | ----------------- | ----------------- | ----------------- | ----------------- | ------------------------- | ------------------- |
| 2003 | „Ooh Wee” (gośc. Ghostface Killah, Nate Dogg, Trife Da God, Saigon) | 15                | –                 | –                 | 80                | 32                | –                 | –                 | 82                | –                 |                           | Here Comes the Fuzz |
| 2003 | „International Affair” (gośc. Sean Paul, Debi Nova) +               | –                 | –                 | –                 | –                 | 21                | –                 | –                 | –                 | –                 |                           | Here Comes the Fuzz |
| 2006 | „Just” (gośc. Alex Greenwald)                                       | 48                | –                 | –                 | –                 | –                 | –                 | –                 | –                 | –                 |                           | Version             |
| 2007 | „Stop Me” (gośc. Daniel Merriweather)                               | 2                 | 38                | –                 | –                 | –                 | 23                | –                 | 64                | 11                |                           | Version             |
| 2007 | „God Put a Smile upon Your Face” (gośc. Daptone Horns)              | 63                | –                 | –                 | –                 | –                 | –                 | –                 | –                 | –                 |                           | Version             |
| 2007 | „No One Knows” (gośc. Domino)                                       | 66                | –                 | –                 | –                 | –                 | –                 | –                 | –                 | –                 |                           |                     |
| 2007 | „Oh My God” (gośc. Lily Allen)                                      | 8                 | 21                | –                 | –                 | –                 | –                 | –                 | 72                | –                 |                           | Version             |
| 2007 | „Valerie” (gośc. Amy Winehouse)                                     | 2                 | 3                 | –                 | –                 | –                 | –                 | 1                 | –                 | 43                |                           | Version             |
| 2008 | „Just” (gośc. Alex Greenwald) (reedycja)                            | 31                | –                 | –                 | –                 | –                 | –                 | –                 | –                 | –                 |                           | Version             |
| 2018 | „Nothing Breaks Like a Heart” (gośc. Miley Cyrus)                   |                   |                   |                   |                   |                   |                   |                   |                   |                   | - POL: 4x platynowa płyta | Late Night Feelings |
| 2019 | „Late Night Feelings” (gośc. Lykke Li)                              |                   |                   |                   |                   |                   |                   |                   |                   |                   | - POL: złota płyta        | Late Night Feelings |
| 2019 | „Find U Again” (gośc. Camila Cabello)                               |                   |                   |                   |                   |                   |                   |                   |                   |                   | - POL: złota płyta        | Late Night Feelings |

### Single wyprodukowane przez Marka Ronsona
| Rok  | Tytuł                              | Artysta                            | Pozycja | Pozycja | Pozycja | Pozycja | Pozycja |
| Rok  | Tytuł                              | Artysta                            | UK      | R&B     | Hot 100 | ITA     | AUS     |
| ---- | ---------------------------------- | ---------------------------------- | ------- | ------- | ------- | ------- | ------- |
| 2001 | „Like a Feather”                   | Nikka Costa                        | 53      | –       | –       | –       | –       |
| 2002 | „School's In”                      | J-Live                             | –       | –       | –       | –       | –       |
| 2004 | „City Rules”                       | Daniel Merriweather (feat. Saigon) | –       | –       | –       | –       | 76      |
| 2004 | „She's Got Me                      | Daniel Merriweather                | –       | –       | –       | –       | 69      |
| 2005 | „These Days                        | Rhymefest                          | –       | –       | –       | –       | –       |
| 2006 | „Lovelight”                        | Robbie Williams                    | 8       | –       | –       | 4       | 25      |
| 2006 | „Littlest Things”                  | Lily Allen                         | 21      | –       | –       | –       | –       |
| 2006 | „Rehab”                            | Amy Winehouse                      | 7       | –       | 10      | 9       | 39      |
| 2007 | „Bongo Bong and Je Ne T'Aime Plus” | Robbie Williams (feat. Lily Allen) | –       | –       | –       | –       | –       |
| 2007 | „You Know I'm No Good”             | Amy Winehouse                      | 18      | 87      | 78      | 24      | –       |
| 2007 | „Back to Black”                    | Amy Winehouse                      | 25      | –       | –       | 13      | –       |
| 2007 | „One More Chance”                  | Candie Payne                       | –       | –       | –       | –       | –       |
| 2007 | „Slow Down Baby”                   | Christina Aguilera                 | –       | –       | –       | –       | 21      |
| 2007 | „Wake Up Call” (Remix)             | Maroon 5 (feat. Mary J. Blige)     | –       | –       | –       | –       | –       |
| 2007 | „Love Is a Losing Game”            | Amy Winehouse                      | 46      | –       | –       | –       | –       |
| 2008 | „You Don't Know What Love Is”      | Daniel Merriweather                | –       | –       | –       | –       | –       |
| 2014 | „Uptown Funk”                      | Bruno Mars                         | 1       | –       | 1       | 5       | –       |